# University of North Carolina Press
University of North Carolina Press (UNC Press) — некоммерческое университетское издательство, основанное в 1922 году и ассоциированное с университетской системой штата Северная Каролина. Это первое университетское издательство в южных штатах США. UNC Press входит в Ассоциацию американских университетских издательств. Офис расположен в Чапел-Хилл.

## История

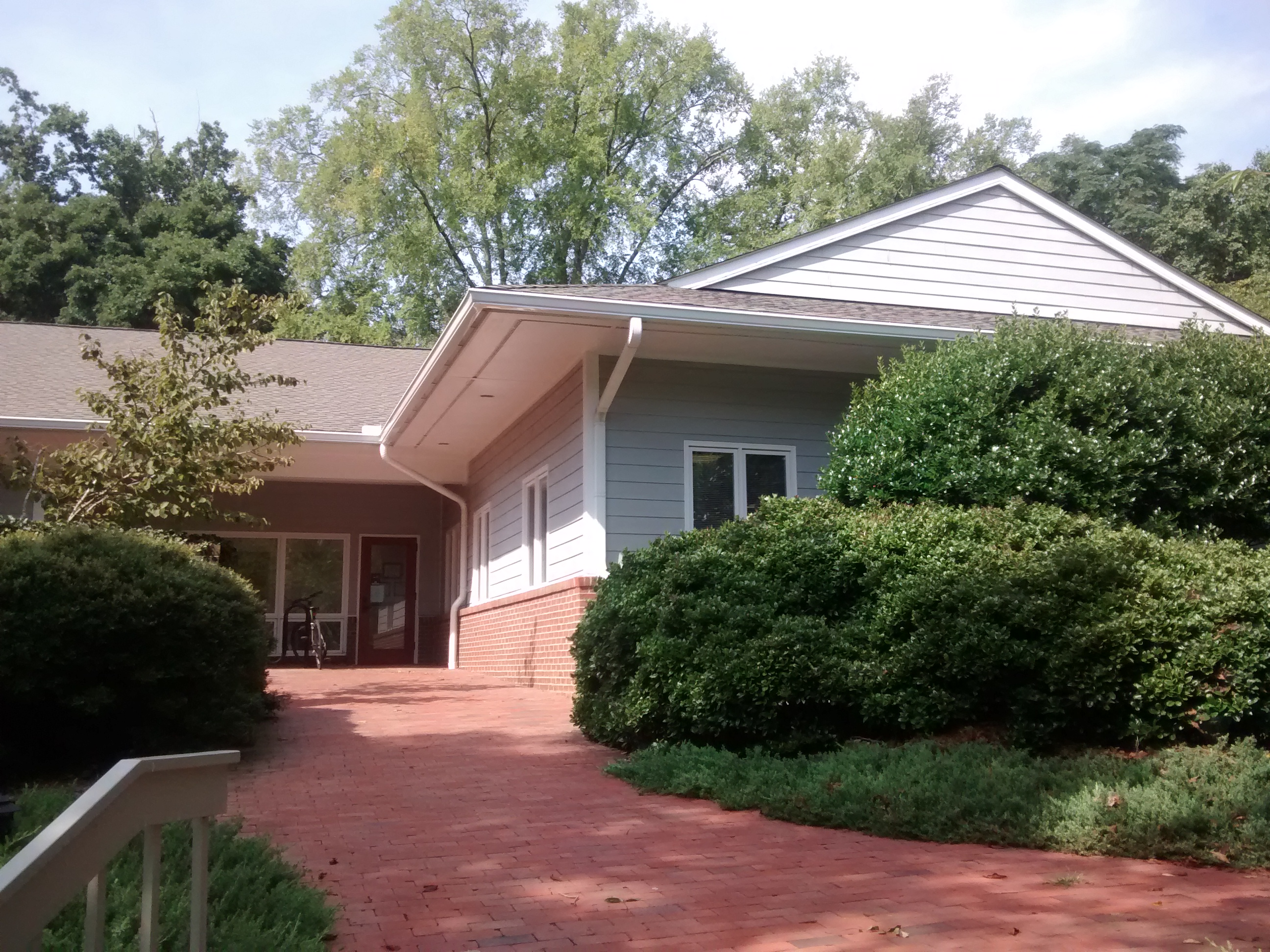
Здание UNC Press в 2014 году

Первой книгой издательства UNC Press стала, опубликованная в 1925 году, Southern Pioneers in Social Interpretation, под редакцией одного из основателей издательства, социолога Говарда Одума. В сборник вошли эссе посвящённые как чернокожим, так и белым деятелям Юга, таким как Букер Вашингтон и Вудро Вильсон, и призванные представить Юг как регион внёсший значимый культурный и интеллектуальный вклад. Сборник привлёк внимание по всей стране и был описан в газете The New Republic как сигнал "ускоряющегося ветра с Юга". Эта публикация помогла издательству заложить основы долгосрочной миссии по освещению разнообразных мнений и тем, связанных с опытом Юга.
В 2006 году UNC Press основала, в качестве дочернего предприятия, дистрибьюторскую компанию Longleaf Services.